# Authieux-Ratiéville
Authieux-Ratiéville és un municipi francès situat al departament del Sena Marítim i a la regió de Normandia. L'any 2007 tenia 400 habitants.

## Demografia

### Població
El 2007 la població de fet d'Authieux-Ratiéville era de 400 persones. Hi havia 128 famílies de les quals 8 eren unipersonals (4 homes vivint sols i 4 dones vivint soles), 44 parelles sense fills, 72 parelles amb fills i 4 famílies monoparentals amb fills.
La població ha evolucionat segons el següent gràfic:
Habitants censats

### Habitatges
El 2007 hi havia 141 habitatges, 130 eren l'habitatge principal de la família, 6 eren segones residències i 5 estaven desocupats. Tots els 141 habitatges eren cases. Dels 130 habitatges principals, 123 estaven ocupats pels seus propietaris, 6 estaven llogats i ocupats pels llogaters i 1 estava cedit a títol gratuït; 4 tenien tres cambres, 34 en tenien quatre i 92 en tenien cinc o més. 108 habitatges disposaven pel capbaix d'una plaça de pàrquing. A 40 habitatges hi havia un automòbil i a 87 n'hi havia dos o més.

### Piràmide de població
La piràmide de població per edats i sexe el 2009 era:
| Homes | Edats   | Dones |
| ----- | ------- | ----- |
| 0     | 95 o +  | 0     |
| 0     | 90 a 94 | 4     |
| 0     | 85 a 89 | 0     |
| 0     | 80 a 84 | 0     |
| 0     | 75 a 79 | 4     |
| 4     | 70 a 74 | 0     |
| 4     | 65 a 69 | 4     |
| 12    | 60 a 64 | 8     |
| 0     | 55 a 59 | 4     |
| 8     | 50 a 54 | 12    |
| 8     | 45 a 49 | 8     |
| 8     | 40 a 44 | 16    |
| 36    | 35 a 39 | 12    |
| 12    | 30 a 34 | 32    |
| 4     | 25 a 29 | 8     |
| 4     | 20 a 24 | 4     |
| 4     | 15 a 19 | 8     |
| 4     | 10 a 14 | 24    |
| 20    | 5 a 9   | 28    |
| 24    | 0 a 4   | 12    |

## Economia
El 2007 la població en edat de treballar era de 275 persones, 215 eren actives i 60 eren inactives. De les 215 persones actives 206 estaven ocupades (107 homes i 99 dones) i 9 estaven aturades (7 homes i 2 dones). De les 60 persones inactives 16 estaven jubilades, 29 estaven estudiant i 15 estaven classificades com a «altres inactius».

### Ingressos
El 2009 a Authieux-Ratiéville hi havia 137 unitats fiscals que integraven 394 persones, la mediana anual d'ingressos fiscals per persona era de 19.765 €.

### Activitats econòmiques
Dels 4 establiments que hi havia el 2007, 2 eren d'empreses de construcció i 2 d'empreses de comerç i reparació d'automòbils.
L'únic servei als particulars que hi havia el 2009 era una empresa de construcció.
L'any 2000 a Authieux-Ratiéville hi havia 6 explotacions agrícoles.

## Equipaments sanitaris i escolars
El 2009 hi havia una escola elemental integrada dins d'un grup escolar amb les comunes properes formant una escola dispersa.

## Poblacions més properes
El següent diagrama mostra les poblacions més properes.